# Cedius ziegleri
Cedius ziegleri är en skalbaggsart som beskrevs av Leconte 1849. Cedius ziegleri ingår i släktet Cedius och familjen kortvingar. Inga underarter finns listade i Catalogue of Life.